# قاي ماكفيرسون
قاي ماكفيرسون (بالإنجليزية: Guy McPherson)‏ هو عالم بيئة أمريكي، ولد في 29 فبراير 1960.

## وصلات خارجية
- الموقع الرسمي